# Sibel Şişman
Sibel Şişman (* 22. Oktober 1991 in Istanbul) ist eine türkische Schauspielerin.

## Leben und Karriere
Şişman wurde am 22. Oktober 1991 in Istanbul geboren. Sie studierte an der Universität Istanbul. 2012 bekam sie eine Rolle in der Fernsehserie Farkli Desenler. Von 2014 bis 2015 war sie in der Serie Yilanlarin Öcü zu sehen. Unter anderem trat sie 2016 in Aşk Laftan Anlamaz auf. 
Anschließend spielte sie in der Serie Yeter mit. Zwischen 2018 und 2019 bekam Şişman in Erkenci Kuş eine Nebenrolle. Außerdem wurde sie für die Serie Aşk Mantık İntikam gecastet. 2022 bekam sie in dem Film Unfruitful Times die Hauptrolle.

## Filmografie (Auswahl)
Filme
- 2022: Unfruitful Times

Serien
- 2012–2013: Farklı Desenler
- 2014–2015: Yılanların Öcü
- 2015–2016: Yeter
- 2017–2018: Siyah İnci
- 2018–2019: Erkenci Kuş
- 2021: Seni Çok Bekledim
- 2021: Aşk Mantık İntikam

## Theater (Auswahl)
- 2010: Mirandolina Nam-ı Diğer
- 2011: Onikinci Gece
- 2012: Bildirim
- 2012: Baba
- 2013: Çılgın Cenaze
- 2016: Komik Para
- 2017: III. Richard